# 渡辺光昭
渡辺 光昭（わたなべ みつあき）は、日本の体操選手。
カナダのモントリオールで開催された1985年世界体操競技選手権の種目別鉄棒で、中国の童非、東ドイツのシルビオ・クロルに次ぎ銅メダルを獲得した。 
これは、ハンガリーのブダペストで開催された1983年世界体操競技選手権の団体総合で銅メダルを獲得して以来、2度目の世界体操競技選手権でのメダル獲得となった。
渡辺にちなんで名付けられた鉄棒の技「ワタナベ」は
1983年世界体操競技選手権で発表された後方伸身2回宙返り2回ひねり下りで、E難度。「伸身新月面宙返り」とも呼ばれている。

## 成績
- 1983年 ブダペスト世界選手権（ハンガリー）団体総合銅メダル
- 1985年 モントリオール世界選手権（カナダ）鉄棒銅メダル、団体総合4位
- 1985年 神戸ユニバーシアード（日本）団体総合銀メダル、個人総合銅メダル
- 1986年 ベルギー国際 個人総合優勝

## 関連事項
- ムーンサルト
- 体操競技の技名一覧